# Cnemidocarpa zenkevitchi
Cnemidocarpa zenkevitchi är en sjöpungsart som beskrevs av Nina Georgievna Vinogradova 1958. Cnemidocarpa zenkevitchi ingår i släktet Cnemidocarpa och familjen Styelidae. Inga underarter finns listade i Catalogue of Life.